# Panhard Dyna X
Der Panhard Dyna X wurde 1945 vom französischen Automobilhersteller Panhard als erstes Nachkriegsmodell herausgebracht und bis 1954 hergestellt. Panhard hatte sich vollkommen von den Luxusfahrzeugen mit Schiebermotoren abgewandt, wie sie vor dem Zweiten Weltkrieg hergestellt wurden. Stattdessen übernahm man das Projekt AFG Grégoire von Jean-Albert Grégoire und entwickelte es zur Serienreife.

## Weblinks

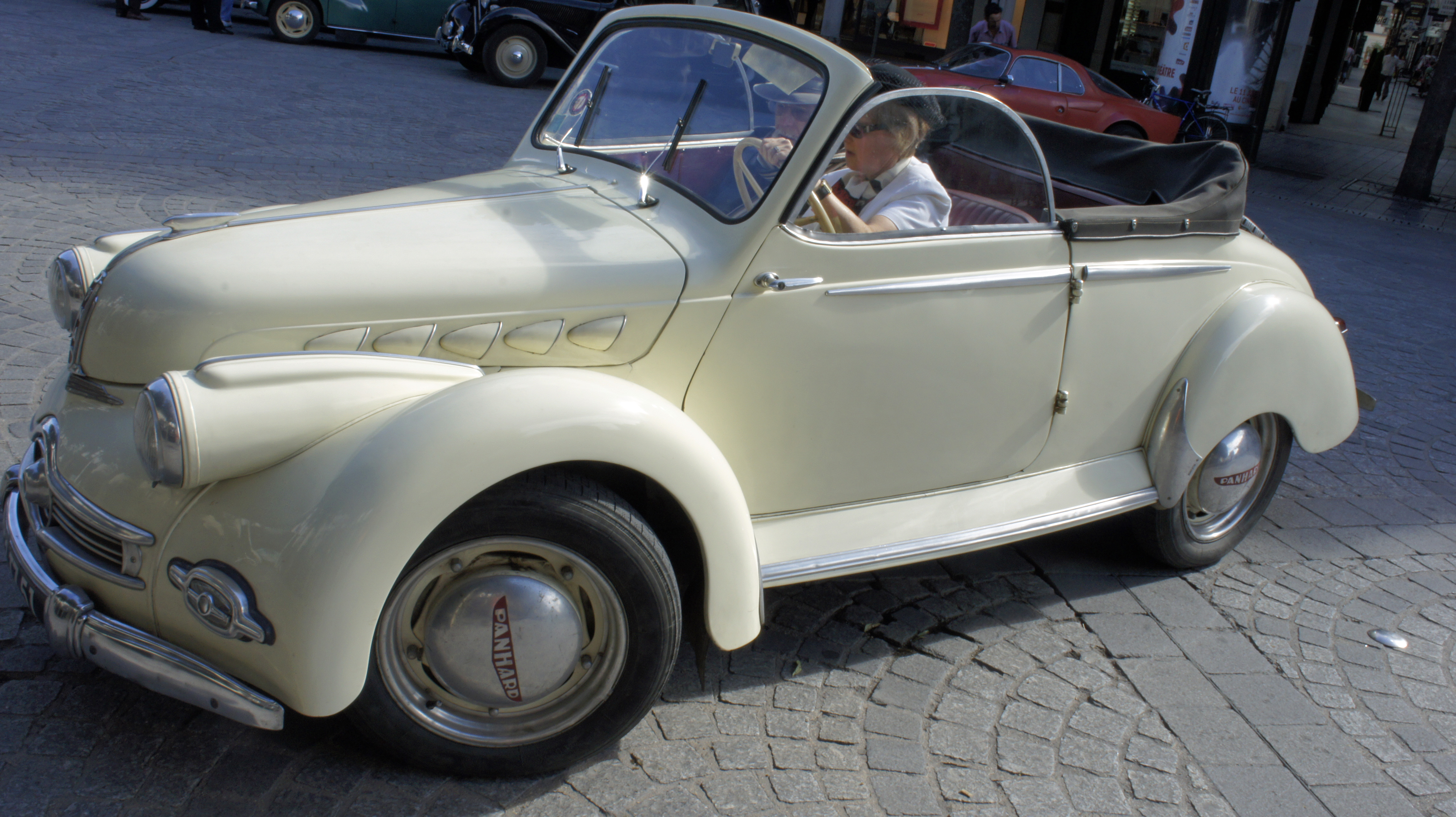
Panhard Dyna X Decapotable
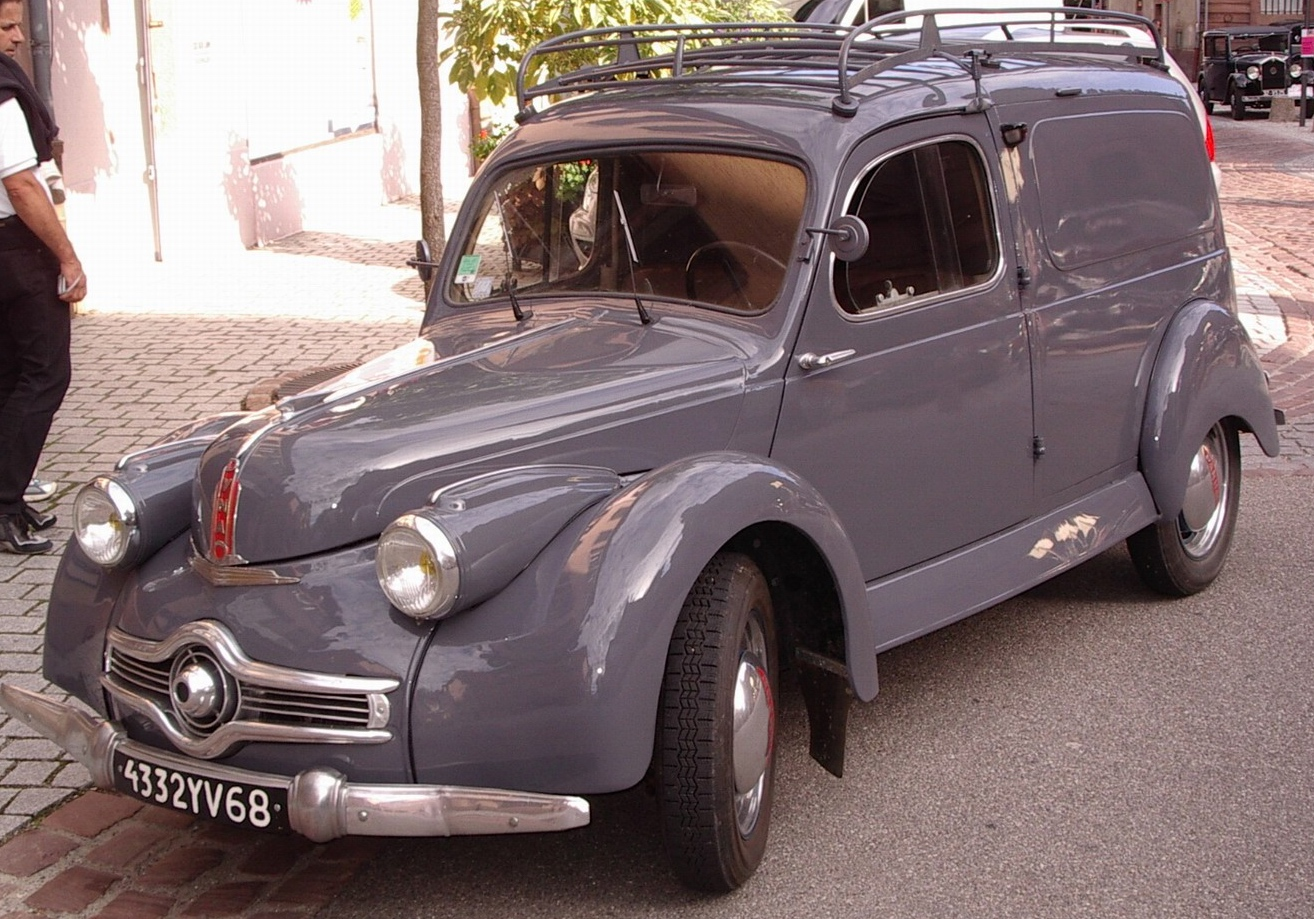
Panhard Dyna X Fourgonnette
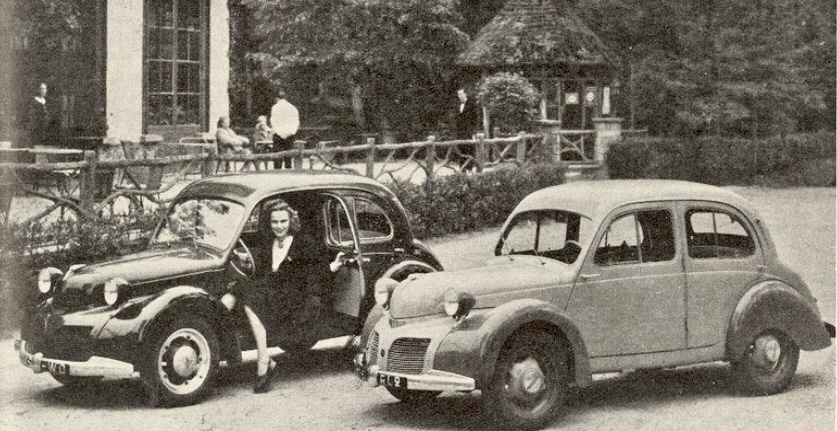
Panhard Dyna X Vier Türer um 1946

## Beschreibung
Der leichte Wagen der unteren Mittelklasse hatte einen luftgekühlten Zweizylinder-Boxermotor mit zunächst 610 cm³ Hubraum und 24 PS (17,6 kW) Leistung. Später gab es auch Varianten mit 745 cm³ und 851 cm³ Hubraum. Die Leistungen stiegen bis auf 40 PS (29 kW). Die Wagen besaßen Viergang-Getriebe (Schalthebel unter dem Armaturenbrett), die die Motorkraft auf die Vorderräder übertrugen. Die Höchstgeschwindigkeit lag, je nach Motorisierung, bei 110 bis 130 km/h. Dementsprechend hießen die Modelle auch Dyna 110, Dyna 120 und Dyna 130. Bei Markteinführung wog der Dyna X 825 kg.
Die Fahrzeuge hatten Rohrrahmenchassis und erstmals Aufbauten aus Aluminium. Neben der viertürigen Limousine wurde auch ein zweitüriges Cabriolet und ein dreitüriger Kombi angeboten. Die Kundschaft schätzte besonders den geringen Benzinverbrauch (etwa 6 Liter/100 km) des Dyna X.
Insgesamt wurden etwa 55.000 Stück gebaut. Der Nachfolger des Dyna X war der Panhard Dyna Z.

## Modelle
| Modell               | Bauzeitraum       | Motorbauart          | Hubraum | Steuer-PS (fr.) | Leistung            |
| -------------------- | ----------------- | -------------------- | ------- | --------------- | ------------------- |
| X 84 Dyna 100        | 12/1945 – 08/1949 | 2-Zyl.-Boxer, 4-Takt | 610 cm³ | 3 CV            | 22 PS (16 kW)       |
| X 85 Dyna 110        | 01/1950 – 01/1953 | 2-Zyl.-Boxer, 4-Takt | 610 cm³ | 3 CV            | 28 PS (21 kW)       |
| X 86 Dyna 120        | 01/1950 – 01/1953 | 2-Zyl.-Boxer, 4-Takt | 745 cm³ | 4 CV            | 33 PS (24 kW)       |
| X 86 Dyna 120 Sprint | 02/1950 – 06/1953 | 2-Zyl.-Boxer, 4-Takt | 745 cm³ | 4 CV            | 36–37 PS (26–27 kW) |
| X 87 Dyna 130        | 04/1952 – 10/1953 | 2-Zyl.-Boxer, 4-Takt | 851 cm³ | 5 CV            | 38 PS (28 kW)       |
| X 87 Dyna 130 Sprint | 04/1952 – 10/1953 | 2-Zyl.-Boxer, 4-Takt | 851 cm³ | 5 CV            | 42 PS (31 kW)       |
| X 90 Scarlette       | 05/1953 – 05/1954 | 2-Zyl.-Boxer, 4-Takt | 851 cm³ | 5 CV            | 40 PS (29 kW)       |